# Ulster Volunteer Force
De Ulster Volunteer Force (vaak afgekort tot UVF) is een Loyalistische groep in Noord-Ierland. De huidige incarnatie van de groep werd opgericht in mei 1966 als een paramilitaire groep, vernoemd naar de Ulster Volunteers uit 1912. Ondanks de vernoeming is er geen direct verband tussen de twee groepen.
De groep is vandaag de dag een prominente organisatie in Ierland, maar staat te boek als een terroristische organisatie in het Verenigd Koninkrijk en de Verenigde Staten.

## Geschiedenis
De groep werd opgericht in 1966. In hun aankondiging op 21 mei 1966 verklaarde de UVF de oorlog aan de IRA, en maakten bekend zwaar bewapend te zijn. In juni 1966 vermoordde de UVF een rooms-katholieke barman. Voor deze moord werd de leider van de groep, Augustus 'Gusty' Spence, opgepakt en tot levenslang veroordeeld, met een minimumstraf van 20 jaar. De IRA ging op de oorlogsverklaring in, ondanks dat ze nog aan het bijkomen waren van de mislukte Border Campaign van aanvallen op het Britse leger.
De UVF was verantwoordelijk voor een serie aanvallen op een reeks van doelwitten in Noord-Ierland gedurende 1969. Ze hoopten de IRA de schuld te kunnen geven van deze aanslagen. Tevens begon de UVF een campagne van aanslagen op katholieke burgers. In een persbericht liet de UVF weten dat hun gedrag een reactie was op het geweld van de nieuw gevormde Provisional Irish Republican Army (IRA).
In de jaren zeventig escaleerde het geweld in Noord-Ierland. In deze periode werden aanvallen van de UVF steeds dodelijker, en vonden op willekeurige plekken plaats. Een voorbeeld hiervan was een bomaanslag in New Lodge op 4 december 1971, waarbij 15 katholieke burgers omkwamen.
In april 1974 besloot de Ierse overheid tot een andere aanpak van de UVF. Het verbod op de groep, dat in juli 1966 was ingesteld, werd opgeheven in de hoop de UVF zo bij het democratische proces te betrekken. In juni 1974 werd een politieke tak gevormd met de naam Volunteer Political Party. De UVF ging echter nauwelijks op deze actie van de overheid in en bleef doorgaan met het plegen van aanslagen.
In de jaren 80 werd de UVF grotendeels opgedoekt door een lange reeks arrestaties, waarvan vele het gevolg waren van het werk van politie-informanten. Als antwoord richtte de UVF een extra groep op genaamd de Ulster Resistance. Hun doel was een einde te maken aan het Anglo-Ierse verdrag. In 1987 kocht de groep samen met de UDA en de UVF een grote partij vuurwapens, waaronder enkele honderden AK47's van een Libanese wapenhandelaar. Deze wapens waren eerder door christelijke milities in Libanon buitgemaakt op de Palestijnse PLO.
Vanaf eind jaren 80 begon de UVF ook republikeinse paramilitairen en hun families aan te vallen. Op 3 maart 1991 vermoordden ze IRA-leden John Quinn, Dwayne O'Donnell en Malcolm Nugent.
In 1990 werd de UVF lid van de Combined Loyalist Military Command, wat een eerste teken was dat ze over vrede wilden onderhandelen. Er werd een staakt-het-vuren afgekondigd in oktober 1994. Enkele leden van de UVF waren het hier echter niet mee eens, en vormden hun eigen groep genaamd de Loyalist Volunteer Force (LVF). De LVF vocht ook tegen de UVF.
Op 3 mei 2007 kondigde de UVF aan geweld voortaan te schuwen, maar weigerde de wapens in te leveren.

## Verwante organisaties
De volgende organisaties hebben of hadden nauwe banden met de UVF:
- De Red Hand Commandos (RHC)
- De Young Citizen Volunteers (YCV)
- De Progressive Unionist Party (PUP)
- De Protestant Action Force en Protestant Action Group.

## Doden als gevolg van UVF-activiteiten
De UVF heeft meer mensen gedood dan elke andere loyalistische paramilitaire organisatie in Noord-Ierland. Volgens een onderzoek van de Universiteit van Ulster was de UVF in totaal verantwoordelijk voor 426 doden tijdens The Troubles tussen 1969 en 2001:
350 slachtoffers waren burgers
8 waren politieke activisten, voornamelijk leden van Sinn Féin
41 waren loyalistische paramilitairen (inclusief 29 leden van de UVF zelf)
6 waren leden van het Britse leger, Royal Ulster Constabulary (RUC) of gevangenisbewakers.
12 waren republikeinse paramilitairen.